# Wael Kfoury
Wael Kfoury, właśc. Michel Émile Kfoury (ur. 14 września 1974 w Zahla) – libański piosenkarz i aktor. 
Kfoury studiował na Uniwersytecie pod wezwaniem Ducha Świętego w Kaslik. W sierpniu 2019 rozwiódł się ze swoją żoną, Angelą Bechara, z którą wziął ślub świecki na Cyprze. Ma dwie córki, Michele oraz Milanę.

## Dyskografia[5]
- 1994: Shafouha w Sarou Y'oulou (arab. ‏ شافوها وصارو يقولوا‎)
- 1995: Mayyet Fiki (arab. ‏ ميت فيكي‎)
- 1996: Ba'd el Sentayn (arab. ‏ بعد السنتين‎)
- 1997: Tna'shar Shaher (arab. ‏ اتنعشر شهر‎)
- 1998: Shubbak el Houb (arab. ‏ شباك الحب ‎)
- 1999: Hikayat 'Asheq (arab. ‏ حكاية عاشق‎)
- 2000: Sa'alouni (arab. ‏ سألوني‎)
- 2001: Shou Ra'yak (arab. ‏ شو رأيك‎)
- 2003: Oumry Killo (arab. ‏ عمري كلو‎)
- 2004: Qorb Liyya (arab. ‏ قرب ليى‎)
- 2005: Bhebak ana ktyr (arab. ‏ بحبك أنا كتير‎)
- 2007: Byihenn (arab. ‏ بيحنّ‎)
- 2010: Kfoury Classic perfect
- 2012: Ya Dalli Ya Rou7i (arab. ‏ يا ضلي يا روحي‎)
- 2014: Al Gharam l mostahil (arab. ‏ الغرام المستحيل‎)
- 2017: W.